# Arbeitssicherheitsgesetz
Das deutsche Gesetz über Betriebsärzte, Sicherheitsingenieure und andere Fachkräfte für Arbeitssicherheit – kurz Arbeitssicherheitsgesetz (ASiG) – vom 12. Dezember 1973, zuletzt geändert durch Artikel 226 der Verordnung vom 31. Oktober 2006, regelt die Pflichten der Arbeitgeber zur Bestellung von Betriebsärzten, Sicherheitsingenieuren und anderen Fachkräften für Arbeitssicherheit, definiert deren Aufgaben und betriebliche Position und fordert die betriebliche Zusammenarbeit beim Arbeitsschutz und bei der Unfallverhütung, z. B. im Arbeitsschutzausschuss. Es soll eine fachkundige Beratung der Arbeitgeber sicherstellen. Das Arbeitssicherheitsgesetz ist das „Controlling-Gesetz“ zum Arbeitsschutzgesetz. Es wird durch Unfallverhütungsvorschriften wie der DGUV Vorschrift 2 „Betriebsärzte und Fachkräfte für Arbeitssicherheit“ konkretisiert.

## Beschreibung
Leitgedanke des Gesetzes ist die Prävention im betrieblichen Arbeitsschutz. § 1 ASiG besagt:

„Der Arbeitgeber hat nach Maßgabe dieses Gesetzes Betriebsärzte und Fachkräfte für Arbeitssicherheit zu bestellen. Diese sollen ihn beim Arbeitsschutz und bei der Unfallverhütung unterstützen. Damit soll erreicht werden, dass
1. die dem Arbeitsschutz und der Unfallverhütung dienenden Vorschriften den besonderen Betriebsverhältnissen entsprechend angewandt werden,
2. gesicherte arbeitsmedizinische und sicherheitstechnische Erkenntnisse zur Verbesserung des Arbeitsschutzes und der Unfallverhütung verwirklicht werden können,
3. die dem Arbeitsschutz und der Unfallverhütung dienenden Maßnahmen einen möglichst hohen Wirkungsgrad erreichen.“

Konkrete Anforderungen zur arbeitsmedizinischen und sicherheitstechnischen Betreuung werden separat in der Unfallverhütungsvorschrift der Deutschen Gesetzlichen Unfallversicherung (DGUV Vorschrift 2, löste die Berufsgenossenschaftliche Vorschrift BGV A2 zum 1. Januar 2011 ab) geregelt. Hierbei handelt es sich um autonomes Recht der Unfallversicherungsträger.

## Kritik
Einerseits wurde im Rahmen einer Entschließung des deutschen Bundesrates zum Bürokratieabbau vom 26. November 2004 eine Überarbeitung und Lockerung des Gesetzes gefordert.
Andererseits wurde das Arbeitssicherheitsgesetz wiederholt wegen des Fehlens bestimmter konkreter Vorschriften kritisiert, zum Beispiel der fehlenden behördlichen Kontrollkompetenz hinsichtlich der Arbeitsqualität und Ausstattung externer Dienste; oder der fehlenden Pflicht zur Zertifizierung im Hinblick auf verbindliche Qualitätsstandards.
Aus Sicht der betrieblichen Mitbestimmung erwies sich die allgemein gehaltene Form des ASiG als Vorteil, denn wo sich für den Arbeitgeber im Arbeitsschutz Entscheidungsspielräume bieten, greift in Betrieben mit Betriebsrat die volle Mitbestimmung (§ 87 Abs. 1 Ziff. 7 BetrVG). Daraus ergeben sich weitgehende Gestaltungsmöglichkeiten für die Mitarbeitervertretungen, die Angelegenheiten des Arbeitsschutzes beispielsweise mit Betriebsvereinbarungen regeln.
Das ASiG hat sich in der Anwendung bewährt. In seiner Konzeption entspricht es bereits der modernen, auf EG-Recht basierenden Arbeitsschutzgesetzgebung: Die in ihm enthaltenen Rahmenvorschriften sind relativ weit gefasst und ermöglichen eine Anpassung an die betrieblichen Verhältnisse. Die Umsetzung des ASiG ist heute bei allen größeren Betrieben gängige Praxis.